# Kunsthalle Messmer
Pour les articles homonymes, voir Messmer.
La Kunsthalle Messmer est un musée situé à Riegel am Kaiserstuhl dans le Bade-Wurtemberg, en Allemagne. Le musée est établi dans une ancienne brasserie. Des expositions temporaires d'art du XXe et du XXIe siècle sont présentées sur une surface d'environ 900 m2. Le musée présente aussi un jardin de sculptures d'une surface de 850 m2, ou sont présentées des œuvres d'artistes contemporains tels que Gerald Baschek, Hellmut Bruch, Gerhard Frömel, Friedrich Geiler, Bernhard Licini, Michel Jouët et Michael Schwarze.

## Fondation
Le collectionneur d'art et ancien entrepreneur Jürgen A. Messmer a créé la messmer foundation en 2005, en hommage à sa fille décédée. La fondation gère le musée, qui a été ouvert en juin 2009. Jusqu'à trois expositions sont présentées chaque année, privilégiant l'art contemporain. Des pièces de la collection Messmer ainsi que des prêts de collections privées ou publiques sont exposés.

## Collection et expositions
En 1978, Messmer a acquis une grande partie de la succession du peintre suisse André Evard. Ce dernier a peint toute sa vie des œuvres aussi bien figuratives qu'abstraites, et compte parmi les précurseurs de l'art moderne suisse. C'est par cet artiste que l'entrepreneur s'est passionné pour l'art concret et l'abstraction géométrique, qui forment aujourd'hui le cœur de sa collection. La première exposition de la kunsthalle messmer était un hommage à André Evard et présentait exclusivement son travail. Le Prix International d'Art André Evard a également été créé par Jürgen A. Messmer en hommage au peintre.
En plus de la succession d'André Evard, la collection Messmer comprend des œuvres de Max Bill, Georges Braque, Salvador Dalí, Otto Dix, Günter Fruhtrunk, François Morellet, A. R. Penck, Pablo Picasso, Gerd Grimm, Sonia Delaunay et Victor Vasarely. Le musée a présenté certaines de ces œuvres dans les expositions suivantes :
- Hommage an André Evard. 2009.
- Victor Vasarely + 50 Jahre konstruktive Kunst in Paris. 2009/2010.
- Salvador Dalí und die Allmacht des Traumes. 2010.
- Gerd Grimm – Mode, Mädchen, Metropolen. 2010/2011.
- Kinetik – Kunst in Bewegung. 2011.
- Wasser – Facetten eines Elements. 2011.
- Messmer & Friends – Einblicke in die Sammlung Messmer. 2011/2012.
- Le Corbusier und André Evard – Vom Jugendstil zur Moderne. 2012.
- Werner Pawlok – Fotokunst. 2012/2013.
- Marc Chagall – Poesie und Traum. 2013.
- Andy Warhol King of Pop Art. 2015.
- Otmar Alt - le chemins de vie. 03. février – 27. mai 2018